# Veronika Drljačić
Veronika Drljačić (* 13. Dezember 2001) ist eine kroatische Leichtathletin, die sich auf den Sprint spezialisiert hat.

## Sportliche Laufbahn
Erste internationale Erfahrungen sammelte Veronika Drljačić beim Europäischen Olympischen Jugendfestival (EYOF) 2017 in Győr, bei dem sie im 400-Meter-Lauf in 56,04 s den fünften Platz belegte. Im Jahr darauf schied sie dann bei den U18-Europameisterschaften ebendort mit 57,88 s in der ersten Runde aus und 2019 gewann sie bei den Balkan-Hallenmeisterschaften in Istanbul in 3:43,45 min die Bronzemedaille mit der kroatischen 4-mal-400-Meter-Staffel. Anschließend kam sie bei den U20-Europameisterschaften in Borås mit 55,59 s nicht über den Vorlauf über 400 Meter hinaus. 2021 wurde sie bei den Balkan-Hallenmeisterschaften in Istanbul in 55,99 s Neunte über 400 Meter und erreichte mit der Staffel nach 3:48,25 min Rang fünf. Ende Juni belegte sie bei den Freiluftmeisterschaften in Smederevo in 23,64 s den fünften Platz über 200 m und erreichte in 54,56 s Rang sechs im 400-Meter-Lauf. Im Juli gelangte sie bei den U23-Europameisterschaften in Tallinn das Halbfinale über 200 m und schied dort mit 23,82 s aus, während sie über 400 m mit 54,28 s nicht über die erste Runde hinauskam. Im Jahr darauf klassierte sie sich bei den Balkan-Hallenmeisterschaften in Istanbul mit 55,27 s auf dem fünften Platz. Bei den Balkan-Meisterschaften in Craiova belegte sie in 24,30 s den vierten Platz über 200 Meter und gelangte mit 53,86 s auf Rang fünf über 400 Meter. Zudem gewann sie in der 4-mal-400-Meter-Staffel in 3:39,86 min die Silbermedaille und wurde in der 4-mal-100-Meter-Staffel in 46,38 s Sechste.
2023 siegte sie in 54,16 s über 400 Meter bei den Mittelmeer-U23-Meisterschaften in Valencia und anschließend schied sie bei den Halleneuropameisterschaften in Istanbul mit 54,04 s in der ersten Runde aus. Im Juni wurde sie bei der 2. Liga der Team-Europameisterschaft im Rahmen der Europaspiele in Chorzów in 23,91 s Achte über 200 Meter und gelangte mit 52,97 s auf Rang sieben über 400 Meter. Zudem wurde sie in der Mixed-Staffel in 3:20,24 min Sechste. Anschließend schied sie bei den U23-Europameisterschaften in Espoo mit 24,50 s und 53,83 s jeweils im Halbfinale über 200 und 400 Meter aus und verpasste mit der 4-mal-400-Meter-Staffel mit 3:39,40 min den Finaleinzug. Daraufhin gelangte sie bei den Balkan-Meisterschaften in Kraljevo mit 23,93 s auf den neunten Platz über 200 Meter und belegte in 53,86 s Rang vier über 400 Meter. Zudem gewann sie mit der Staffel in 3:40,19 min die Bronzemedaille hinter den Teams aus der Ukraine und Griechenland. Im Jahr darauf belegte sie bei den Balkan-Meisterschaften in Izmir in 24,32 s den achten Platz über 200 Meter und gelangte über 400 Meter mit 53,39 s auf Rang vier. Zudem gewann sie mit der Staffel in 3:36,67 min die Silbermedaille hinter dem ukrainischen Team. 2025 siegte sie in 53,85 s über 400 Meter bei den Balkan-Hallenmeisterschaften in Belgrad und sicherte sich im Staffelbewerb in 3:40,78 min die Silbermedaille hinter dem slowenischen Team. Kurz darauf kam sie bei den Halleneuropameisterschaften in Apeldoorn mit 53,07 s nicht über den Vorlauf im Einzelbewerb hinaus. Ende Juni wurde sie bei der 2. Liga der Team-Europameisterschaft in Maribor in 23,65 s Vierte im B-Lauf über 200 Meter und gelangte über 400 Meter mit 51,72 s auf Rang fünf im A-Lauf. Zudem wurde sie mit der 4-mal-100-Meter-Staffel in 45,03 s Sechste im A-Lauf. Anschließend gewann sie bei den World University Games in Bochum in 51,66 s die Silbermedaille über 400 Meter hinter der Tschechin Barbora Malíková, ehe sie bei den Balkan-Meisterschaften in Volos in 51,22 s die Goldmedaille gewann. 
In den Jahren von 2019 bis 2025 wurde Drljačić kroatische Meisterin im 200-Meter-Lauf sowie von 2020 bis 2025 auch über 400 Meter und 2023 in der 4-mal-100-Meter-Staffel und 2024 in der 4-mal-200-Meter-Staffel sowie 2025 über 4-mal 400 Meter und in der Mixed-Staffel. Zudem wurde sie von 2021 bis 2023 und 2025 Hallenmeisterin im 400-Meter-Lauf sowie 2024 und 2025 in der Mixed 4-mal-400-Meter-Staffel und 2025 auch über 200 Meter.

## Persönliche Bestleistungen
- 200 Meter: 23,23 s (+0,6 m/s), 4. August 2025 in Karlovac
  - 200 Meter (Halle): 23,78 s, 23. Februar 2025 in Zagreb (kroatischer Rekord)
- 300 Meter: 37,08 s, 14. Mai 2025 in Zagreb
  - 300 Meter (Halle): 37,67 s, 11. Februar 2023 in Zagreb
- 400 Meter: 51,22 s, 26. Juli 2025 in Volos
  - 400 Meter (Halle): 52,91 s, 22. Februar 2025 in Zagreb